# Козловка (Батыревский район)
Козло́вка (чув. Козловка) — деревня в Батыревском районе Чувашской Республики. Входит в состав Тойсинского сельского поселения.

## Расположение
Деревня находится на правом берегу реки Була, в её среднем течении; у республиканской автодороги «Батырево—Яльчики». Местность равнинная. Расстояние до Чебоксар 145 км, до райцентра — 7 км, до ближайшей железнодорожной станции — 61 км.

## Население
| 2010 | 2012 |
| ---- | ---- |
| 143  | ↗170 |

## История
Деревня Козловка основана в конце 1920-х годов (по другим данным — в 1929 году), первыми её жителями были переселенцы из села Новое Ахпердино.

Согласно преданиям, начало дер. (ныне село) Новое Ахпердино (Çĕнĕ Ахпȳрт) положили переселившиеся из дер. Аниш-Ахпердино (Çĕнĕ Ахпȳрт, ныне Канашского района) семьи Тукшика, Паршика и Утеша. Теперь же в Новом Ахпердине 600 дворов. Это село имеет свои дочерние селения: то ли в 1864 году 13 дворов, то ли в 1882 году 27 дворов выселились в дер. Булаково, а в советское время, при организации колхозов выселилась дер. Козловка (инициатором образования нового поселения был Александр Козлов, ставший первым председателем колхоза в этой деревне, названной по его фамилии).— Чувашские исторические предания
В 1930 образован колхоз «Канаш» совместно с д. Булаково. В составе Большебатыревского района в 1931-35, Батыревского — в 1935-39, с 1957, Чкаловского — с 1939 по 1957.
Число дворов и жителей разные периоды:
в 1939—242 чел.; 1979—234 чел.; 2002 — 56 дворов, 176 чел.; 2010 — 51 домохозяйство, 143 чел.; 2016 — 153 человека.
В деревне функционирует ООО «Гвардеец» (2010).